# Alexandre Lezcano
Alexandre Lezcano Véliz  (Golfito, 26 de agosto del 2001) es un futbolista costarricense. Se desempeña como guardameta y su equipo actual es el San Carlos de la Primera División de Costa Rica.

## Trayectoria
Inició su carrera en las ligas menores del Club Sport Herediano en el 2017. En la final del Apertura 2019 se creyó que podía debutar en la Primera División ya que el guardameta Luis Torres estaba sancionado y el guardameta titular Esteban Alvarado fue puesto bajo revisión para una sanción. Finalmente Esteban Alvarado no fue sancionado y Alexandre Lezcano no pudo debutar.

## Selección nacional

### Categorías inferiores
El 29 de mayo de 2023, se oficializó la convocatoria del director técnico Douglas Sequeira para la nómina de los jugadores para representar a la selección de Costa Rica sub-23 en la competición del Torneo Maurice Revello de 2023, Lezcano fue parte de la nómina. Lezcano disputó como titular ante Venezuela, recibiendo una anotación al minuto 76, finalizando en el marcador por 1-1, definiéndose el encuentro en penales, Lezcano detuvo un penal, siendo este definitorio para obtener la victoria por En su segundo compromiso, Lezcano se enfrentó ante Francia, recibiendo tres anotaciones por la derrota 3-1. En su tercer partido, Lezcano se enfrentó ante Arabia Saudita, finalizando con el marcador 0-0, llevando la serie a penales, en el que Lezcano fue protagonista deteniendo dos penales, aun así, perdiendo la serie por 3-2, Lezcano se convirtió en el MPV del partido, quedando eliminados de la competición en fase de grupos, Lezcano fue uno de los puntos claves de Costa Rica, sellando su participación destacada. Costa Rica disputó un partido por el undécimo puesto, enfrentándose ante Catar, Lezcano recibió cuatro anotaciones en el compromiso, sellando el encuentro por la derrota 2-4.

#### Participaciones internacionales
| Evento                         | Sede    | Resultado      | Partidos | Goles |
| ------------------------------ | ------- | -------------- | -------- | ----- |
| Torneo Maurice Revello de 2023 | Francia | Fase de grupos | 4        | -8    |

## Clubes
| Club                            | País       | Año       |
| ------------------------------- | ---------- | --------- |
| Club Sport Herediano            | Costa Rica | 2019-2021 |
| Sporting Football Club (cedido) | Costa Rica | 2021-2022 |
| Santos de Guápiles (cedido)     | Costa Rica | 2022-23   |
| Club Sport Herediano            | Costa Rica | 2023-2024 |
| Santos de Guápiles(cedido)      | Costa Rica | 2024-Act. |

## Palmarés

### Títulos nacionales
| Título                         | Club          | País       | Año  |
| ------------------------------ | ------------- | ---------- | ---- |
| Primera División de Costa Rica | C.S Herediano | Costa Rica | 2019 |
| Supercopa de Costa Rica        | C.S Herediano | Costa Rica | 2020 |
| Supercopa de Costa Rica        | C.S Herediano | Costa Rica | 2024 |